# Sund
För andra betydelser, se Sund (olika betydelser).

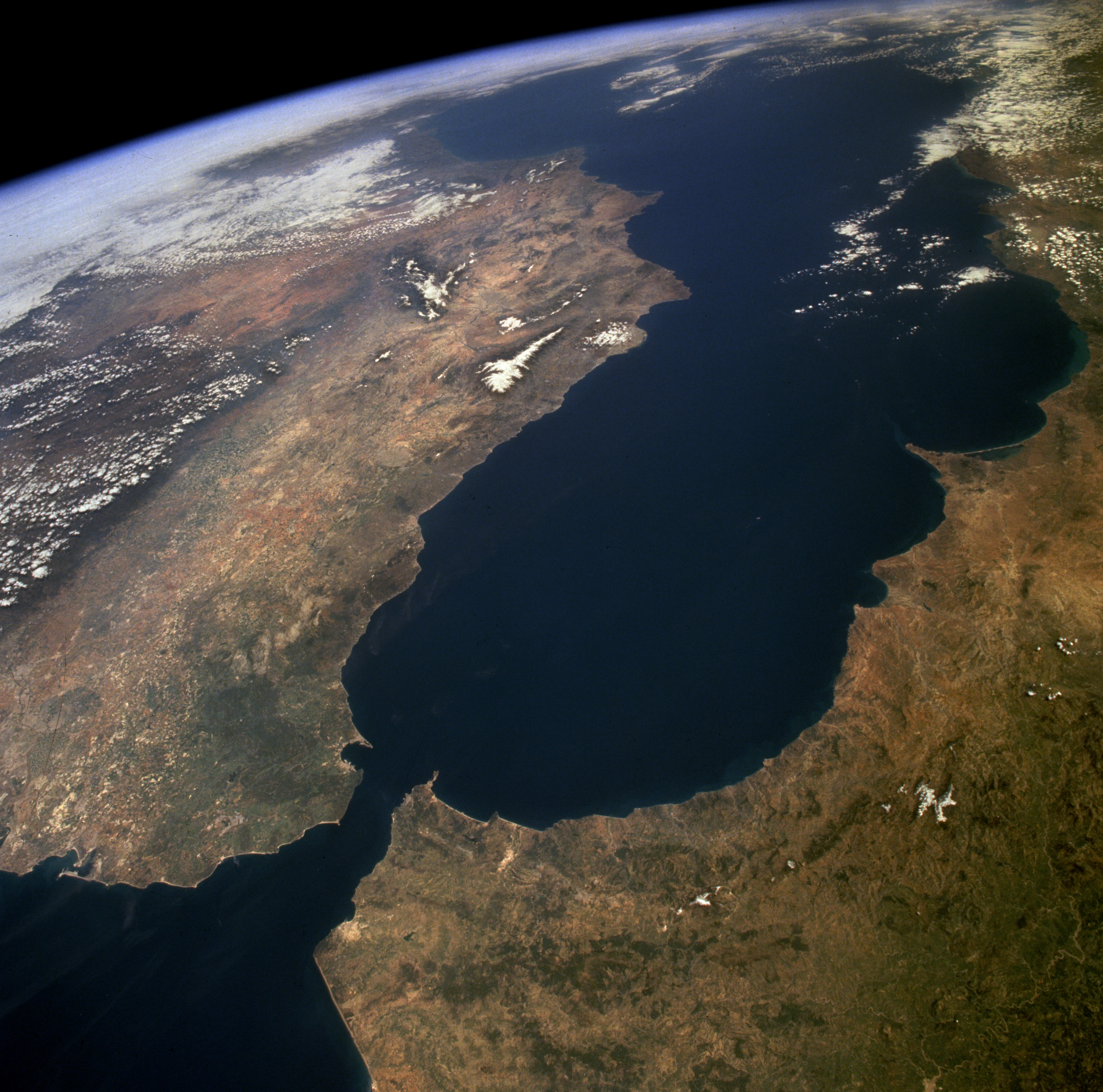
Gibraltar sund.

Sund är ett relativt smalt farvatten mellan två landområden, antingen inom en sjö eller ett hav (som Kalmarsund mellan det svenska fastlandet och Öland) eller mellan två sjöar eller hav (som Öresund mellan Nordsjön och Östersjön). Ett trängre sund kallas ofta nor. Ett sund där man far igenom med båt kallas också gatt.
I svenska ortnamn är delstavelser med sund mycket vanligt förekommande, även för platser som inte längre ligger vid något sund, till exempel Sundbyberg.

## Exempel på sund
- Öresund
- Berings sund
- Engelska kanalen
- Gibraltar sund
- Kalmarsund
- Messinasundet
- Stora Bält
- Hamburgsund
- Bosporen
- Fehmarn Bält